# فریدریش ترائن
فریدریش آدولف "فریتس" ترائن (آلمانی: Friedrich Adolf "Fritz" Traun؛ زاده ۲۹ مارس ۱۸۷۶ درگذشته ۱۱ ژوئیهٔ ۱۹۰۸) یک تنیس‌باز اهل آلمان بود.